# Langenzersdorf
Langenzersdorf est une commune autrichienne du district de Korneuburg en Basse-Autriche. Il s'y trouve une statue représentant une Vierge noire et l'enfant Jésus.